# Технічний університет у Брно
Технічний університет у Брно (VUT) (чеш. Vysoké učení technické v Brně, англ. Brno University of Technology, нім. Technische Universität in Brünn) — вищий навчальний заклад у місті Брно, Чехія. Заснований 1899 року, спочатку пропонував єдиний курс із будівництва, пізніше перетворився на один із найбільших технічних чеських університетів із понад 20 000 студентів, які навчаються на 8 факультетах і у 2 університетських інститутах за програмами бакалаврату, магістратури та докторантури.

## Історія
Університет був заснований в 1849 завдяки переїзду Дворянської академії з міста Оломоуц до Брно (1847) і рішенням Моравського комітету став двомовним чесько-німецьким училищем в Брно. З 1873 року був наділений статусом вищого навчального закладу під назвою «Німецький технічний університет», в якому тепер навчання проводилося лише німецькою мовою.
У зв'язку із закриттям університету в Оломоуці після участі в революції академічної спільноти, у Моравії не вистачало інститутів, які забезпечували б належну вищу освіту. Єдиного технічного університету, до того ж німецького, було недостатньо, тому студенти виїжджали до інших міст — Праги, Відня та Краків. У зв'язку з цим кількість прохань, які закликали до створення університету, збільшувалася, але вже не в Оломоуці, а в головному регіональному місті Брно. Моравські німці другий чеський університет повністю відкидали та вели багаторічні безрезультатні суперечки про його створення (розв'язувати це питання вдалося після розпаду Австро-Угорської імперії в 1919 році, заснувавши Масариков університет). Віденський уряд спробував розв'язати суперечку шляхом компромісу, завдяки чому 19 вересня 1899 року імператорським указом було створено Чеський технічний університет ім. Франтішека Йозефа у Брно.
Спочатку університет розміщувався в імпровізованому приміщенні на вулиці Августинській та налічував 4 професори, а також 47 студентів, які могли навчатися лише за будівельною спеціальністю. І лише 1900 року з'явилася можливість викладати машинобудування, електротехніку, хімічну інженерію. Після першої світової війни також з'явилася можливість вивчати архітектуру. У 1911 році університет перебрався в нову будівлю на вулицю Вевержі, в якій досі знаходиться будівельний факультет. Наприкінці 30-х років недовго звався «Технічний університет ім. доктора Еге. Бенеша».
На початку Другої світової війни діяльність університету, як і інших вищих навчальних закладів, було припинено. Проте деякі установи, які окупаційна адміністрація визнала важливими для економіки, збереглися та продовжували функціонувати. Німецький технічний університет у Брно продовжував роботу навіть під час війни. Після війни німецькі університети у Празі та Брно були скасовані указом президента від 18 жовтня 1945 року, і діяльність чеського технічного університету у Брно було відновлено під старою назвою «Технічний університет ім. доктора Еге. Бенеша». Однак у 1951 році університет було закрито, і деякі факультети було передано до новоствореної Військово-технічної академії.
Єдині факультети, які забезпечували навчання для громадян, стали будівельним та архітектурним під ім'ям Будівельного університету. Лише 1956 року активність університету поступово відновлювалася під нинішньою назвою «Технічний університет у Брно». Стан університету стабілізувався 1961 року.
Після 1989 року було проведено реорганізацію деяких факультетів, а також з'явилися нові спеціальності. Відновлено хімічний факультет (1992). Крім технічних спеціальностей, VUT також розвивався на економічних спеціальностях (факультет підприємництва, заснований у 1992 році) та спеціальностях мистецтвознавства (факультет образотворчих мистецтв, заснований у 1993 році). Два факультети, розташовані в Зліні, — Технічний факультет, а також Факультет менеджменту та економіки, — 2000 року відокремилися від університету і заснували Університет Томаша Баті.
Останньою значною організаційною зміною є поділ «Факультету електротехніки та інформатики» на «Факультет електротехніки та комунікації» та «Факультет інформаційних технологій», який відбувся у 2002 році.
В рейтингу найкращі університети Європи та Центральної Азії, що розвиваються, (QS EECA) за 2022 рік університет посів 23 місто.

## Структура VUT

### Факультети
Технічний університет у Брно складається з наступних восьми факультетів:

#### Факультет архітектури (FA)
Один із найстаріших факультетів VUT у Брно, був заснований у 1919 році. Нині на факультеті навчаються основ архітектури та урбанізму майже вісім сотень студентів.

#### Факультет електротехніки та зв'язку (FEKT)

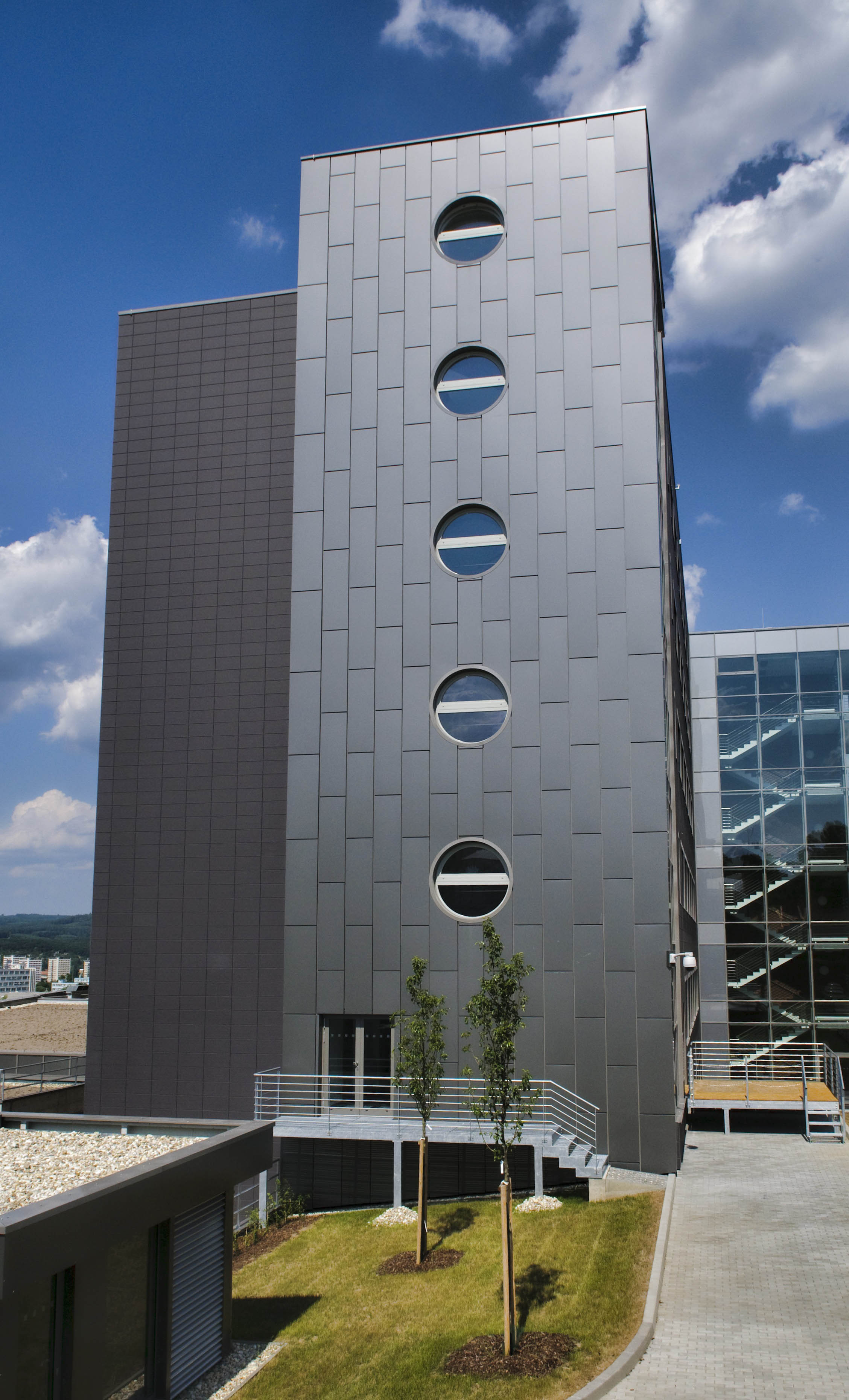
Будівля факультету електротехніки та зв'язку

Вперше спеціальність електротехніки з'явилася 1905 року. У 1956 році було створено факультет енергетики, який згодом був перетворений на факультет електротехніки. У 1993 році факультет отримав доступ до сучасних комп'ютерних технологій, змінив свою структуру та був перейменований на факультет електротехніки та обчислювальної техніки (FEI). У 2002 році було створено окремий факультет інформаційних технологій, а FEI став факультетом електротехніки та зв'язку (FEKT). Зараз на факультеті навчається близько 4000 студентів бакалаврату, магістратури та докторантури.

#### Хімічний факультет (FCH)
Хімічний факультет VUT у Брно був заснований з 1992 року, і розпочав свою діяльність з обмеженою кількістю студентів та мінімальною кількістю викладачів. Спочатку розвиток факультету підтримувало Хімічне співтовариство міста Брно, та природознавчий факультет університету Масарика у Брно. У 1994 році факультет успішно пройшов другий ступінь акредитації поряд із хіміко-технологічними факультетами у Чехії.

#### Факультет машинобудування (FSI)
Факультет машинобудування було засновано 1900 р. У минулому на ньому викладали основи електротехніки, проте в результаті сформувався окремо електротехнічний факультет. Нині FSI є другим за величиною факультетом VUT, оскільки на ньому навчається більш ніж 4500 студентів. FSI складається загалом з 15 спеціалізованих відділень і навчання проводиться на трьох рівнях — бакалаврат, магістра та докторантура. Факультет займається дослідженням у таких дисциплінах, як машинобудування, системи виробництва, фізична та матеріальна техніка, метрологія.

#### Будівельний факультет (FS)
Є найстарішим факультетом VUT. Студенти можуть вивчати такі дисципліни як архітектура будівельних конструкцій, будівництво, геодезія та картографія, архітектура містобудування.

#### Факультет інформаційних технологій (FIT)

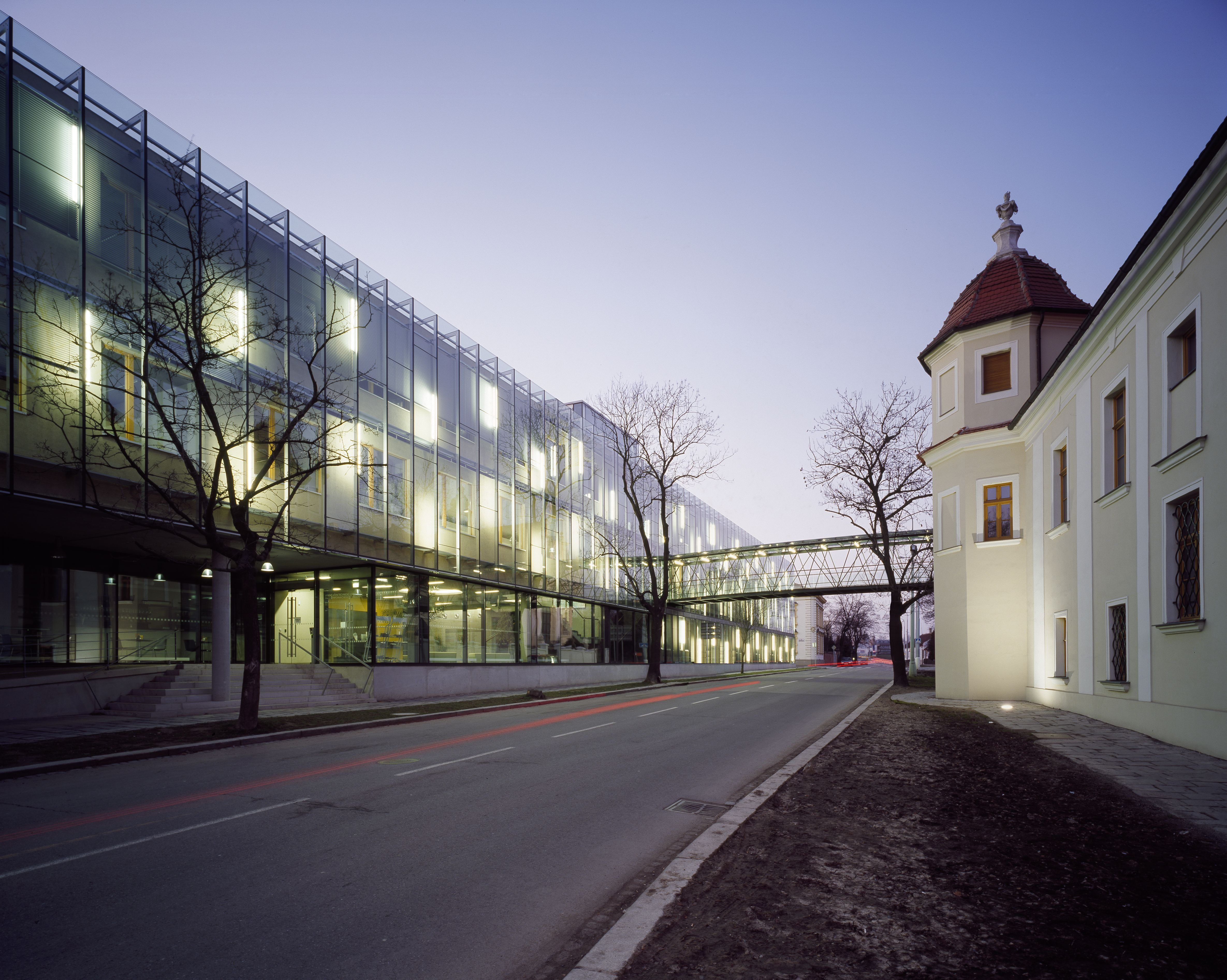
Факультет інформаційних технологій

У 1964 році був заснований на факультеті електротехніки «кафедри автоматичних обчислювальних машин». Згодом було створено «Інститут інформатики», який у 2002 році було перетворено на самостійний факультет інформаційних технологій.

#### Факультет образотворчих мистецтв (FaVU)
Один із наймолодших факультетів (заснований у 1993 році) є факультет образотворчих мистецтв. За кількістю студентів це найменший факультет університету (близько 300 студентів).
Хоча факультет образотворчого мистецтва (FaVU) є наймолодшим, образотворче мистецтво в Брно має давні традиції. Ще в 1899 році був заснований Інститут малювання, і з цього моменту в Технічному університеті Брно почали розвиватися художні дисципліни
Оскільки VUT є технічно орієнтованим університетом, цей факультет намагається поєднувати технології та мистецтво. Нині FaVU викладає сім дисциплін, серед яких живопис, скульптура, графіка, графічний дизайн, промисловий дизайн, VMP (відео-мультимедіа-продуктивність).

#### Факультет підприємництва (FP)
Ще одним із наймолодших факультетів університету, що спеціалізується на економіці та підприємництві, є Факультет підприємництва. На додаток до програм бакалаврату, магістратури та докторантури факультет також пропонує навчання в аспірантурі MBA у співпраці із закордонними університетами. Близько 3500 студентів вивчають менеджмент, бухгалтерський облік, корпоративні фінанси, оподаткування та управлінську інформатику.

### Університетські інститути

#### Інститут судової експертизи (IFE)
Метою інституту є підготовка судових експертів на магістерських програмах «Венчурна інженерія» та «Судова інженерія» (експертна інженерія на транспорті та у сфері нерухомості). За програмою «Судова експертиза» можна навчатися в докторантурі. Готується перетворення інституту на окремий факультет з тимчасовою назвою «Факультет судової експертизи».

#### CEITEC Брненського технологічного університету (CEITEC VUT)

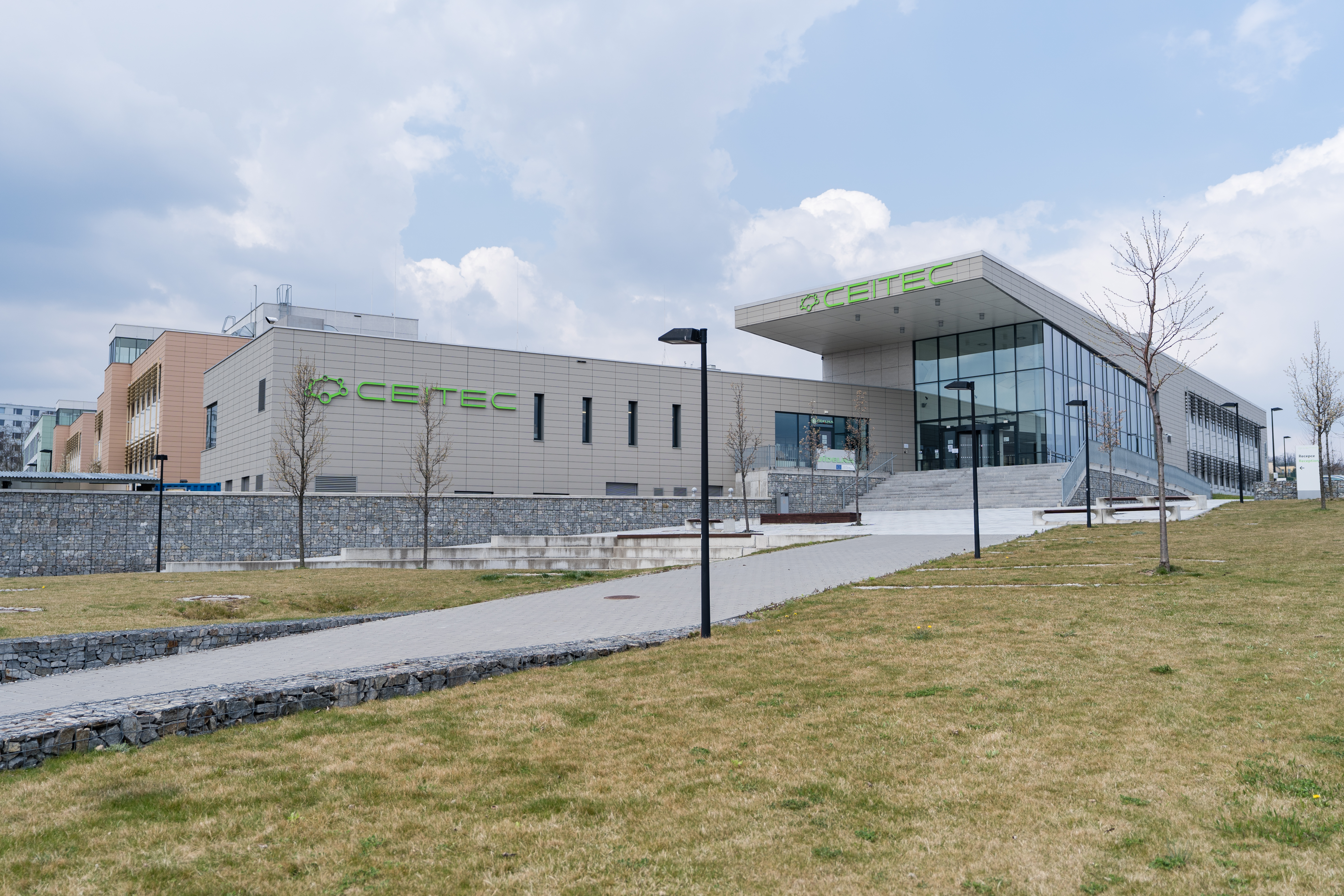
CEITEC VUT

CEITEC — це центр прогресивної інноваційної освіти, який заохочує наукову творчість у своїх дослідницьких групах та сприяє розвитку принципів залучення. Інститут пропонує унікальну міжінституційну аспірантську програму, яка загалом базується на дослідницьких програмах CEITEC

#### Центр спортивних заходів (CESA)
У співпраці з факультетом бізнесу CESA пропонує курси навчання за спеціальністю «Менеджмент фізичної культури». Студенти можуть вибирати з більш ніж 70 видів спорту, таких як баскетбол, плавання, легка атлетика, гольф або дайвінг.

## Видатні викладачі
- Богуслав Фукс, головний чеський архітектор-модерніст

## Видатні випускники
- Мірек Тополанек, 7-й прем'єр-міністр Чеської Республіки
- Людек Навара, чеський письменник, публіцист, сценарист та історик
- Норберт Троллер (1900—1984), художник і архітектор.